# Vireo modestus
El vireo jamaicano o jamaiquino (Vireo modestus), es una especie de ave paseriforme de familia Vireonidae perteneciente al numeroso género Vireo. Es endémico de Jamaica.

## Distribución y hábitat
Habita en bosques tropicales y subtropicales secos de tierras bajas y montañas de Jamaica.